# 돌아온 용쟁호투
"돌아온 용쟁호투"(Fighting In Hong Kong)는 한국에서 제작된 박우상 감독의 1980년 영화이다. 이준구 등이 주연으로 출연하였고 김원두 등이 제작에 참여하였다.

## 출연

### 주연
- 이준구
- 임은주

## 기타
- 조명: 장기종
- 녹음: 김병수
- 미술: 이명수